# 国鉄ホキ5600形貨車
国鉄ホキ5600形貨車（こくてつホキ5600がたかしゃ）は、かつて日本国有鉄道（国鉄）に在籍したホッパ車である。

## 概要
本形式は、カーバイド輸送用35 t 積の私有貨車である。
1960年（昭和35年）から1962年（昭和37年）にかけて、富士重工業、汽車製造、日立製作所でホキ5200形（初代）52両（ホキ5200 - ホキ5251）が製作された。ホキ5200形（初代）は、1963年（昭和38年）7月26日の称号規程変更によりホキ5600形に改められた。形式名変更後も1967年（昭和42年）9月20日まで製造され合計74両（ホキ5600 - ホキ5673）が落成した。
所有者は信越化学工業、日本ゼオン、電気化学工業、昭和電工、東北開発の5社であり、夫々の常備駅は黒井駅、能町駅、八木原駅、鹿瀬駅、笹木野駅であった。
1968年（昭和43年）5月31日に、日本ゼオン所有車3両（ホキ5629 - ホキ5631）がタキ6550形（タキ6558 - タキ6560）へ改造された。改造内容は、専用種別変更（塩化ビニール専用になった）である。
1969年（昭和44年）11月1日に、東北開発所有車2両（ホキ5652 - ホキ5653）が福島製鋼へ名義変更された。
1971年（昭和46年）7月1日から1972年（昭和47年）8月10日にかけて電気化学工業所有車26両（ホキ5612 - ホキ5628、ホキ5654 - ホキ5658、ホキ5670 - ホキ5673）の専用種別変更（セメント専用になった）が行われ形式名はホキ6300形（ホキ6300 - ホキ6325）と定められた。（ホキ5611は一足早く1970年（昭和45年）12月26日に廃車となっていた）
1974年（昭和49年）4月1日に、昭和電工所有車3両（ホキ5667 - ホキ5669）が新潟電工へ名義変更された。
普通鋼（一般構造用圧延鋼材）製の箱型有蓋ホッパ車の内部は4室構造になっており、夫々の積込口、取出口を備えていた。荷役方式はホッパ上部積込口よりの上入れ、側面の取出口からの横出し式であった。
車体塗色は黒で、全長は11,500 mm、全幅は2,712 mm、全高は3,288 mm、台車中心間距離は7,400 mm、実容積は26.9 m3、自重は17.9 t - 18.7 t、換算両数は積車5.5、空車1.8である。台車は、ベッテンドルフ式のTR41Cである。
1978年（昭和53年）1月24日に最後まで在籍した3両（ホキ5667 - ホキ5669）が廃車になり形式消滅した。

## 年度別製造数
各年度による製造会社と両数、所有者は次のとおりである。（所有者は落成時の社名）
- 昭和35年度 - 35両
  - 富士重工業 5両 信越化学工業（ホキ5200 - ホキ5204→ホキ5600 - ホキ5604）
  - 富士重工業 4両 日本ゼオン（ホキ5205 - ホキ5208→ホキ5605 - ホキ5608）
  - 汽車製造 2両 日本ゼオン（ホキ5209 - ホキ5210→ホキ5609 - ホキ5610）
  - 日立製作所 8両 電気化学工業（ホキ5211 - ホキ5228→ホキ5611 - ホキ5628）
  - 富士重工業 3両 日本ゼオン（ホキ5229 - ホキ5231→ホキ5629 - ホキ5631）
  - 汽車製造 2両 日本ゼオン（ホキ5232 - ホキ5234→ホキ5632 - ホキ5634）
- 昭和36年度 - 10両
  - 日立製作所 10両 昭和電工（ホキ5235 - ホキ5244→ホキ5635 - ホキ5644）
- 昭和37年度 - 7両
  - 日立製作所 7両 昭和電工（ホキ5245 - ホキ5251→ホキ5645 - ホキ5651）
- 昭和38年度 - 2両
  - 富士重工業 2両 東北開発（ホキ5652 - ホキ5653）
- 昭和39年度 - 16両
  - 日立製作所 5両 電気化学工業（ホキ5654 - ホキ5658）
  - 日立製作所 11両 昭和電工（ホキ5659 - ホキ5669）
- 昭和42年度 - 4両
  - 日立製作所 4両 電気化学工業（ホキ5670 - ホキ5673）